# میتسواکی کوجیما
میتسواکی کوجیما (انگلیسی: Mitsuaki Kojima؛ زادهٔ ۱۴ ژوئیهٔ ۱۹۶۸) بازیکن فوتبال اهل ژاپن است.
از باشگاه‌هایی که در آن بازی کرده‌است می‌توان به باشگاه فوتبال کاوازاکی فرونتال، باشگاه فوتبال آویسپا فوکوئوکا، و باشگاه فوتبال سانفریس هیروشیما اشاره کرد.